# Ictinogomphus ferox
Ictinogomphus ferox är en trollsländeart som först beskrevs av Jules Pièrre Rambur 1842.  Ictinogomphus ferox ingår i släktet Ictinogomphus och familjen flodtrollsländor. IUCN kategoriserar arten globalt som livskraftig. Inga underarter finns listade i Catalogue of Life.